# Taifa (profissão)

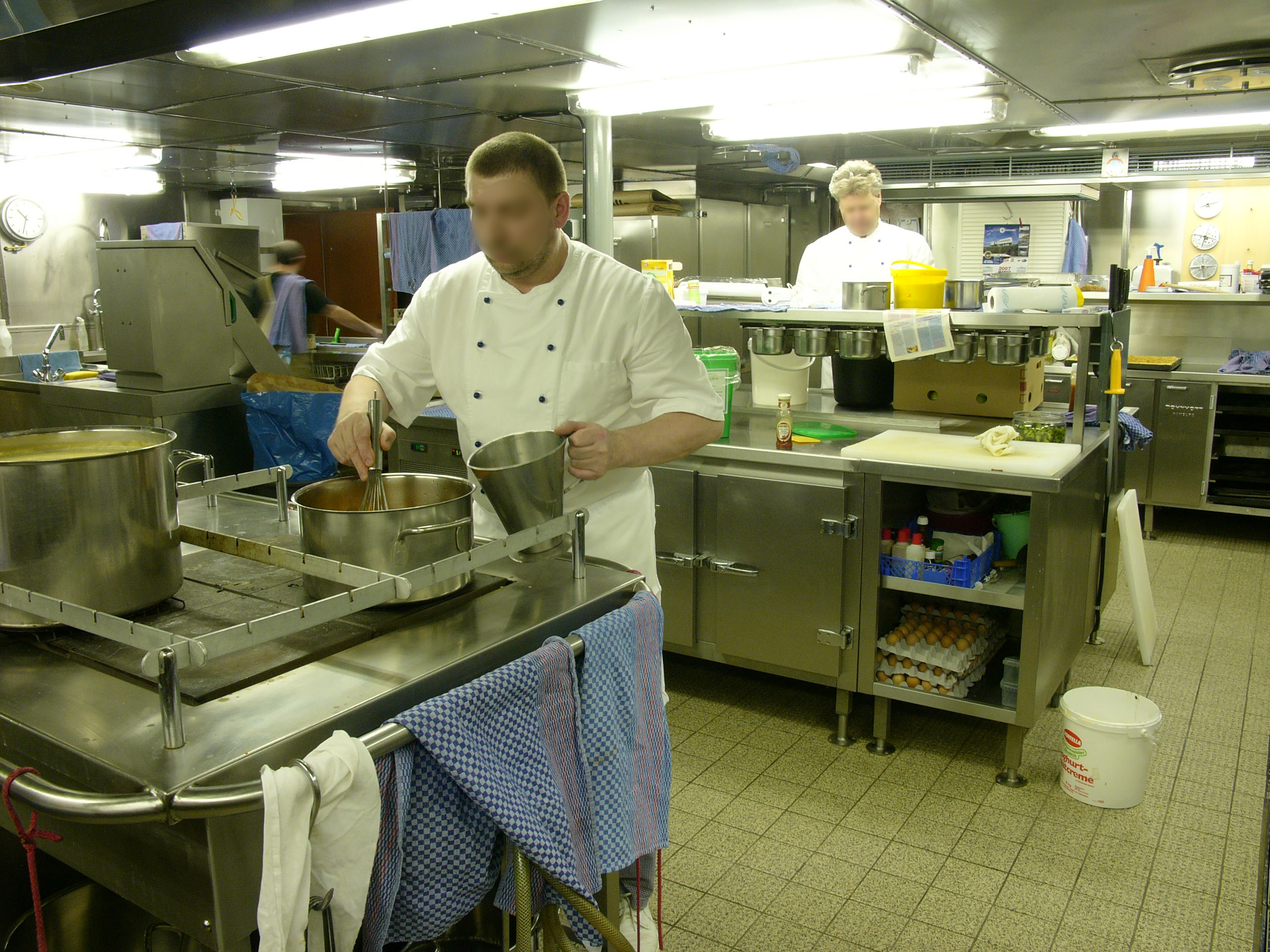
Taifeiros trabalhando na cozinha de um navio de pesquisa alemão

No âmbito náutico, a taifa é a profissão relacionada com os serviços de alimentação e de alojamento. Originalmente, a taifa constituía o conjunto de soldados e marinheiros que guarneciam o castelo de proa e a tolda de um navio de guerra para repelir eventuais abordagens.
Conforme o caso, os profissionais da taifa podem ser designados "taifeiros", "empregados de câmara" ou "criados".
Por extensão, nas Forças Armadas do Brasil são designados "taifeiros" os praças especialistas em cozinha e outras profissões civis para lá da taifa, propriamente dita.

## Forças Armadas do Brasil
Nas Forças Armadas do Brasil, taifeiro é graduação militar antiga, sendo de forma geral superior à graduação de soldado recruta, aprendiz-marinheiro e grumete(esses dois últimos nas marinhas); em algumas organizações militares"; é portanto considerado historicamente a primeira graduação após recruta; geralmente e historicamente é o soldado ou marinheiro que já entra na organização militar com alguma profissão ou tem talento para tal, e como tal nas diversas organizações militares de diversas nações, são os motoristas, cozinheiros, alfaiates, barbeiros, copeiros, mensageiros, "ordenanças(secretários ou ajudantes-de-ordem)", comissários de bordo das aeronaves de transporte de passageiros da Força Aérea Brasileira e da Presidência da República, podendo, na Marinha do Brasil atingir ao oficialato, como capitão-tenente, na Aeronáutica, chegam à suboficial e no Exército a 3º sargento-QE. também são datilógrafos, digitadores, operadores de informação e outras funções que exigem capacidade especial para o desempenho e o recruta ou aprendiz de marinheiro que entra para o quartel já dispõe da profissionalização ou tem talento para apreendê-la pode submeter-se ao concurso de seleção para o Curso de Formação de Taifeiros. Para distinguir a especialidade ou especialização, acima ou abaixo da primeira divisa - militar, tem-se "um desenho - regulamentar", que identifica através do regulamento - próprio da organização - militar a qual pertence, a tal especialidade ou especialização(como exemplo, se contador, ter-se-iam "desenho de duas penas cruzadas", e assim por diante).
Os taifeiros também serviam, muitas vezes, em residências de oficiais, fazendo serviços de manutenção e trabalho doméstico. Essas funções foram proibidas pelo TRF do Rio Grande do Sul em 2014, com abrangência nacional. Eles só poderão prestar serviços em residências oficiais quando isso for ligado a algum evento institucional das Forças Armadas.

## Marinha de Guerra Portuguesa
Na Marinha Portuguesa, a Classe da Taifa agrupa os praças e sargentos cuja função é a preparação, abastecimento, armazenamento e distribuição de alimentos. Os praças da classe agrupam-se em três subclasses: Despenseiros, Cozinheiros e Padeiros.
Até 1968, a Taifa era um dos dois grandes grupos em que se dividiam os praças da Armada Portuguesa - o outro grupo era o da Marinhagem. Os praças de Taifa estavam agrupados em quatro classes: Despenseiros, Cozinheiros, Padeiros e Criados. Os postos dos praças de Taifa tinham designações especiais. Assim, existiam os postos de primeiro-despenseiro e segundo-despenseiro (ambos equiparados a cabo de marinhagem), primeiro-cozinheiro (equiparado a cabo de marinhagem), segundo-cozinheiro (equiparado a marinheiro), padeiro (equiparado a marinheiro), primeiro-criado e segundo-segundo criado (ambos equiparados a marinheiro). Em 1968, o grupo da Taifa foi transformado em classe e as suas antigas classes em subclasses, passando as designações dos postos a ser iguais às dos praças das restantes classes.

## Marinha mercante
Na marinha mercante, a bordo de uma embarcação, as tarefas da taifa são executadas pelo pessoal da cozinha, sob a supervisão do cozinheiro nutricionista ou oficial responsável. Os profissionais que executam estas tarefas são designados "empregados de câmaras" na Marinha Mercante Portuguesa e "taifeiros" na Marinha Mercante Brasileira, que também é chamado seçao de câmara
Os empregados de câmara e taifeiros executam as funções necessárias à higiene e arrumação de camarotes, salas, paióis, frigoríficos e outras instalações ligadas ao serviço de câmaras, âmbito das suas funções, compete-lhes limpar e arrumar os camarotes e as salas, preparar as mesas, servir refeições, lavar e limpar o material utilizado, preparar e servir bebidas nos bares e salões da embarcação, assegurar o serviço de cafeteria e cuidar da arrumação, conservação e distribuição dos géneros alimentícios.
O acesso à categoria de empregado de câmara ou taifeiro da marinha mercante implica, normalmente, a conclusão de um curso profissional de cozinheiro, auxiliar de cozinha, garçon ou similar de hotelaria. Ao fim de uma experiência de vários anos de embarque, pode aceder à função de despenseiro.